# Антоніо Дьякович
Антоніо Дьякович (8 жовтня 2002) — швейцарський плавець. Учасник Чемпіонату світу з водних видів спорту 2019, де в попередніх запливах на дистанції 400 метрів вільним стилем посів 20-те місце і не потрапив до фіналу.